# Héctor Lacognata
Héctor Ricardo Lacognata Zaragoza (* 6. September 1962 in Asunción; † 27. Mai 2023 in La Paz) war ein paraguayischer Politiker.

## Leben
Nach dem Schulbesuch studierte er Medizin am Colegio Cristo Rey und engagierte sich bereits während der Militärdiktatur von General Alfredo Stroessner 1985 im Zentrum der Medizinstudenten (Centro de Estudiantes de Medicina). Nach Beendigung des Studiums widmete er sich jedoch in den nächsten Jahren seiner beruflichen Tätigkeit als Arzt für Pädiatrie.
Erst im Jahr 2001 wurde er wieder politisch aktiv, als er zum Wahlkampfmanager der Partido Encuentro Nacional (PEN) bestimmt wurde. Bei den Wahlen am 27. April 2003 wurde Lacognata, der mittlerweile Mitglied der kurz zuvor gegründeten Movimento/Partido Patria Querida (MPQ/PPQ) war, als einer von 9 Vertretern des Wahlkreises Asunción gewählt. Zeitweise war er Erster Vizepräsident der Abgeordnetenkammer und trat dabei auch für eine weltweite Ächtung der Nutzung von Kindersoldaten ein. Dabei gehörte er auch zu den Kritikern der damaligen Regierung von Präsident Nicanor Duarte Frutos, der er beim Ausbruch des Dengue-Fiebers im Februar 2007 eine Schönung der Zahl der Erkrankten vorwarf.
Bei den Parlaments- und Präsidentschaftswahlen in Paraguay 2008 wurde er zum Vertreter seiner Partei im Parlament des Mercosur gewählt.
Am 29. April 2009 wurde er von Präsident Fernando Lugo zum Außenminister Paraguays ernannt.
Als Außenminister war er im Juli 2009 Gastgeber eines Gipfels des Mercosur, der sich mit der Lage in Honduras befasste.